# Nord 1402
Die Nord 1402 Gerfaut (deutsch Jagdfalke) war der erste strahlgetriebene Deltaflügler aus Frankreich.

## Geschichte
Am 3. August 1954 erreichte die Nord 1402 Gerfaut als erste europäische Maschine Mach 1 im Horizontalflug ohne Einsatz eines Nachbrenners. Am 17. April 1956 hob das Nachfolgemodell die Nord 1402 Gerfaut N. 1402B mit einem verbesserten Triebwerk und einem Nachbrenner zum Jungfernflug ab. Im Februar 1957 erreichte der Testpilot André Turcat eine Flughöhe von 15.000 Metern in nur 3 Minuten und 36 Sekunden. Diese Maschine sollte als schnell aufsteigender Abfangjäger oder Bomber in Serie produziert werden, doch es war zu wenig Platz für einen entsprechend großen Tank vorhanden, um eine entsprechende Reichweite zu erzielen. Die Ergebnisse der Erprobung mit diesen Modellen flossen in die Entwicklung der Nord 1500 Griffon ein.

## Ausstattung
Es wurde insgesamt 3 Varianten des Flugzeuges produziert. Der Prototyp, die Nord 1402 Gerfaut N. 1402A hatte ein SNECMA Atar 101C-Triebwerk mit einem maximalen Schub von 27,46 kN. Sie hatte einen Hauptfallschirm und einen Bremsfallschirm an Bord. Das Nachfolgemodell Nord 1402 Gerfaut N. 1402B hatte ein Atar 101D-Strahltriebwerk mit einem maximalen Schub von 27,46 KN. Das letzte Modell die Nord 1402 Gerfaut N. 1405 brachte es mit einem Atar 101G21-Nachbrenner-Strahltriebwerk auf einen maximalen Schub von 39,23 kN. Das Bug-Fahrwerk konnte vollständig in den Rumpf eingezogen und das Hauptfahrwerk nach innen in die Tragflügel geklappt werden. Der fassförmig, gedrungene Flugzeugrumpf wurde in Ganzmetall-Schalenbauweise gefertigt. An beiden Seiten des Rumpfendes lagen einklappbare Luftbremsen. Der Pilot saß auf einem Schleudersitz in einer druckbelüfteten Kabine, die auf dem Flugzeugrumpf aufgesetzt worden ist. Zum Be- und Entsteigen der Flugzeugkabine konnte das Dach nach hinten weg geklappt werden. Die dünnen Deltaflügel waren aus Metall. Das Querruder und das Höhenruder hatte man in die hinteren Kanten der Flügel gesetzt. Der Antrieb war ein Strahltriebwerk SNECMA Atar 101C, der Lufteinlass befand sich an der Flugzeugnase. Die zwei Tanks waren im Flugzeugrumpf verbaut.

## Flugleistungen
Nord 1402 Gerfaut N. 1402B stellte insgesamt fünf Höhensteigrekorde auf.

## Technische Daten
| Kenngröße             | Nord 1402 Gerfaut N. 1402A                              |
| --------------------- | ------------------------------------------------------- |
| Besatzung             | 1                                                       |
| Länge                 | 10,97 m                                                 |
| Spannweite            | 6,60 m                                                  |
| Höhe                  | 5,78 m                                                  |
| Flügelfläche          | 26,20 m²                                                |
| Flügelstreckung       | 1,7                                                     |
| Leermasse             | 2.869 kg                                                |
| max. Startmasse       | 4.536 kg                                                |
| Antrieb               | ein Strahltriebwerk SNECMA Atar 101C mit 27,46 kN Schub |
| Höchstgeschwindigkeit | 1.593 km/h im 12.384 m ü. N.N.                          |
| Anfangssteigrate      | 4.800 m/min                                             |
| Reichweite            | 200 km                                                  |